# Lee Boyd Malvo
Lee Boyd Malvo (auch John Lee Malvo; * 18. Februar 1985 in Kingston) ist ein Serienmörder, der mit seinem Ziehvater John Allen Muhammad im Oktober 2002 im Großraum Washington zehn Menschen tötete und drei verletzte. Die Taten wurden als Beltway Sniper Attacks bekannt.

## Leben
Lee Boyd Malvo wurde auf Jamaika als Sohn von Leslie Malvo und Una James geboren. Der Vater verließ ihn und seine Mutter früh, Una James musste Lee Boyd Malvo alleine großziehen. Daher wurde Lee Boyd Malvo häufig allein bei Bekannten und Verwandten zurückgelassen, während die Mutter sich um Arbeit für den Lebensunterhalt der beiden kümmern musste. Lee Boyd Malvo wurde als ein höflicher Junge beschrieben, der in der Schule eher unauffällig war.
Als er 14 Jahre alt war, verließ die Mutter mit ihm Jamaika, da sie sich auf Antigua ein besseres Leben für ihren Sohn erhoffte.
Auf Antigua trafen beide John Allen Muhammad, der sich dort mit seinen von ihm entführten Kindern aufhielt und sich durch den Verkauf gefälschter Dokumente über Wasser hielt. Seine Mutter hatte nach ihren Worten kein intimes Verhältnis mit John Allen Muhammad. Allerdings baute Lee Boyd Malvo, der auf der Suche nach einem Vaterersatz war, eine enge Beziehung zu John Allen Muhammad auf.
Die Mutter verließ schließlich Antigua in Richtung Fort Myers in Florida. Auch John Allen Muhammad verließ mit seinen Kindern Antigua. Lee Boyd Malvo besuchte kurz seine Mutter in Florida und folgte dann John Allen Muhammad nach Bellingham (Washington). Die US-Behörden entzogen John Allen Muhammad das Sorgerecht für seine Kinder, da er diese seiner Frau entzogen hatte.
Anschließend trat Muhammad zum Islam über und der Nation of Islam bei. Er begann mit Lee Boyd Malvo in Obdachlosenunterkünften und im Auto zu leben.

## Die Taten
John Allen Muhammad wurde beim Militär zum ausgezeichneten Schützen ausgebildet. Er erlangte bei der U.S. Army das Expert Rifleman's Badge, welches das US-Army-Äquivalent zur Schützenschnur in Gold der Bundeswehr darstellt. Diese Fertigkeit gab er an Lee Boyd Malvo weiter. Sie begannen, den Wagen, in dem sie lebten, so umzubauen, dass einer der beiden im Kofferraum liegend auf Personen schießen konnte. Laut Aussage Malvos in einem Prozess 2006 in Maryland soll Muhammad durch Hass auf die USA motiviert worden sein.
Mit einem halbautomatischen Gewehr der Marke Bushmaster mit Laserzielvorrichtung, das aus einem Waffengeschäft in   Tacoma (Bundesstaat Washington) gestohlen worden war, wurde innerhalb von drei Wochen im Oktober 2002 wahllos auf Passanten vor Supermärkten, an Bushaltestellen, auf Parkbänken oder Tankstellen geschossen. Die Auswahl der Opfer erfolgte spontan, ohne Rücksicht auf Alter, Aussehen, Geschlecht oder Hautfarbe. Schütze war nach derzeitigem Erkenntnisstand stets Lee Boyd Malvo. Meist handelte es sich um einen einzelnen Schuss. Zehn Menschen wurden innerhalb dieser Zeit getötet, drei verletzt. Am aufsehenerregendsten war die Tötung einer Profilerin des FBI.
An einem der Tatorte blieb ein Fingerabdruck Malvos zurück. Dieser war den Behörden aus Ermittlungen der Einwanderungsbehörden bekannt. Lee Boyd Malvo und John Allen Muhammad konnten daraufhin am 24. Oktober 2002 schlafend in ihrem Auto festgenommen werden.

## Prozesse und die Diskussion

### Erster Prozess in Virginia
Der damalige US-amerikanische Justizminister John Ashcroft ließ Malvo und John Allen Muhammad an Virginia ausliefern, da in diesem Bundesstaat einige der Taten verübt worden waren.
Im Dezember 2003 begann der Prozess gegen Malvo, der zum Zeitpunkt der Taten 17 und damit minderjährig war, vor einem Gericht in Chesapeake, Virginia. Er wurde des Mordes an Kenneth Bridges, 53, angeklagt, der am 11. Oktober 2002 erschossen worden war. Am 23. Dezember 2003 erkannten die Geschworenen nach achteinhalbstündiger Beratung nicht auf die Todesstrafe, sondern auf lebenslange Haft ohne Aussicht auf Bewährung. Das Urteil wurde am 10. März 2004 bestätigt.

### Prozess in Maryland
2006 begann ein erneuter Prozess in Maryland gegen Malvo und Muhammad, den die dortige Staatsanwaltschaft angestrebt hatte für den Fall, dass die Urteile in Virginia in der Berufung aufgehoben würden. Malvo bekannte sich schuldig und schloss einen Deal mit der Staatsanwaltschaft ab. Er erklärte sich auch bereit, gegen Muhammad auszusagen. Die Todesstrafe blieb ihm so auch dort erspart.

### Diskussion über den Fall Malvo
Der Prozess gegen Lee Boyd Malvo führte in den USA zu heftigen Debatten über die Bestrafung jugendlicher Krimineller, insbesondere mit der Todesstrafe. Kritiker der derzeitigen Praxis argumentieren, dass die Androhung der Todesstrafe gegen Jugendliche gegen uramerikanische Rechtsprinzipien verstoße, die gebieten würden, jugendliche Straftäter mit erwachsenen Straftätern nicht gleich zu behandeln. Eine Vielzahl von US-amerikanischen und außeramerikanischen Organisationen, wie Amnesty International, die Europäische Union, unterschiedliche Kirchen oder US-amerikanische Jugendschutz- und Juristenvereinigungen würden die Todesstrafe für zur Tatzeit minderjährige Personen ablehnen. Die USA würden sich mit der Todesstrafe an solchen Personen international ins Abseits begeben, anstatt ein Vorbild zu sein.
Am 26. Mai 2017 verwarf ein Bundesrichter das Urteil gegen Lee Boyd Malvo und ordnete neue Anhörungen an, nachdem der Supreme Court 2012 entschieden hatte, dass die automatisch verhängte lebenslange Haft bei Jugendlichen gegen die Verfassung verstoße.

## Verfilmungen
Der Fall um Muhammad und Malvo wurde 2003 unter dem Titel D.C. Sniper: 23 Days of Fear (deutsch Sniper – Der Heckenschütze von Washington) unter der Regie von Tom McLoughlin für das Fernsehen verfilmt. Trent Cameron spielte hierbei Lee Boyd Malvo.
Im Drama Blue Caprice wurde er 2013 von Tequan Richmond dargestellt.